# Broteochactas silves
Espèce
Broteochactas silves est une espèce de scorpions de la famille des Chactidae.

## Distribution
Cette espèce est endémique d'Amazonas au Brésil. Elle se rencontre vers Silves.

## Description
Le mâle holotype mesure 25,8 mm.

## Étymologie
Son nom d'espèce lui a été donné en référence au lieu de sa découverte, Silves.

## Publication originale
- Lourenço, 2014 : The genus Broteochactas Pocock, 1893 in Brazilian Amazonia, with a description of a new species from the State of Amazonas (Scorpiones: Chactidae). Entomologische Mitteilungen aus dem Zoologischen Museum Hamburg, vol. 17, no 192, p. 153-159 (texte intégral).